# Доленє Картелєво
Доленє Картелєво (словен. Dolenje Karteljevo) — поселення в общині Ново Место, регіон Південно-Східна Словенія, Словенія. Висота над рівнем моря: 292,7 м.